# 青岛公交1路线
青岛公交1路线，是青岛市胶州湾东岸城区的一条公交线。该路线自1974年开通运营，途经市南区和市北区。

## 路线走向
- 下行：宣化路、嘉定路、人民路、威海路、延安二路、延安路、长阳路、登州路、齐东路、莱芜二路、莱芜一路、江苏路、沂水路、德县路、曲阜路、安徽路。
- 上行：安徽路、湖北路、德县路、沂水路、江苏路、太平路、大学路、登州路、延安路、延安二路、威海路、人民路、嘉定路、宣化路。[參⁠ 1][參⁠ 2][參⁠ 3]